# Juan Pérez Monge
Juan José Pérez Monge es un exfutbolista guatemalteco que era defensa.

## Trayectoria
En 1976 fue su primer año siendo jugador, específicamente del Ases del Minar. Luego lo fichó el Comunicaciones, ganando varios títulos.
En 1988 fue su último año con el equipo, ya que al siguiente jugó con Aurora y  se retiró.

## Selección nacional
Fue convocado con la selección de Guatemala a varios torneos continentales. 

### Participaciones en Campeonatos Concacaf
| Copa                                          | Sede   | Resultado      | Part. | Goles |
| --------------------------------------------- | ------ | -------------- | ----- | ----- |
| Campeonato de Naciones de la Concacaf de 1977 | México | Quinto puesto  | 2     | 0     |
| Campeonato de Naciones de la Concacaf de 1985 | Varias | Fase de grupos | 3     | 0     |

## Clubes
| Club           | País      | Año       |
| -------------- | --------- | --------- |
| Ases del Minar | Guatemala | 1976      |
| Comunicaciones | Guatemala | 1977-1988 |
| Aurora         | Guatemala | 1988-1989 |

## Palmarés

### Títulos nacionales
| Título                    | Equipo         | País      | Año     |
| ------------------------- | -------------- | --------- | ------- |
| Liga Nacional             | Comunicaciones | Guatemala | 1977-78 |
| Liga Nacional             | Comunicaciones | Guatemala | 1979-80 |
| Liga Nacional             | Comunicaciones | Guatemala | 1981    |
| Liga Nacional             | Comunicaciones | Guatemala | 1982    |
| Copa Nacional             | Comunicaciones | Guatemala | 1983    |
| Copa Campeón de Campeones | Comunicaciones | Guatemala | 1983    |
| Liga Nacional             | Comunicaciones | Guatemala | 1985    |

### Títulos internacionales
| Título                           | Equipo         | País      | Año  |
| -------------------------------- | -------------- | --------- | ---- |
| Copa de Campeones de la Concacaf | Comunicaciones | Guatemala | 1978 |
| Copa Fraternidad Centroamericana | Comunicaciones | Guatemala | 1983 |